# 宋割镇区
宋割镇区（發音：[θóʊɴɡwa̰ mjo̰nɛ̀]），又译栋瓜镇区，是緬甸仰光省丹林县下辖的一个鎮區，位在仰光省南部，馬他班灣位在該鎮區東南部。2014年人口157,876人，區域面積721.0平方公里。宋割為該鎮區首府。